# Palazzo del Monte dei Paschi di Siena (Reggio Calabria)
Il palazzo del Monte dei Paschi di Siena è un edificio situato nel centro storico di Reggio Calabria.
Il palazzo ospita la sede centrale della filiale Monte dei Paschi di Siena di Reggio Calabria; fu edificato dalla famiglia Catanoso come propria residenza privata, su progetto dell'ingegnere Pietro De Nava. Il fabbricato occupa parte dell'isolato ad angolo delimitato dalle vie Torrione e Fata Morgana e rappresenta un esempio di architettura liberty presente in città.

## Descrizione
Il suo prospetto principale s'affaccia direttamente sulla via Torrione mentre il lato minore è posto sulla via Fata Morgana. L'accesso al manufatto dalla strada avviene attraverso un portale ad arco a tutto sesto incorniciato da due paraste con capitello classico, ricco di elementi architettonici di rilievo. Il corpo di fabbrica è costituito, in alzato, da due piani fuori terra e seminterrato. I prospetti si elevano su una zoccolatura in bugnato rustico dove si aprono le finestre con inferriate del seminterrato. Il primo piano, iniziato da una cornice marcapiano e con trattamento delle pareti a bugnato liscio, è costituito da locali adibiti agli sportelli bancari per il pubblico che si affacciano alla strada tramite grandi finestre ad arco con cornice a bugnato e chiuse da inferriate artisticamente lavorate. Il secondo piano, il cui prospetto è trattato ad intonaco liscio e diviso verticalmente da paraste in bugnato terminanti con ricche decorazioni, è caratterizzato da locali adibiti agli uffici della banca e dalla presenza di balconi sorretti da grandi mensole, con parapetto formata da balaustri aventi la forma di colonne e con aperture architravate in asse con quelle del piano inferiore, dotate di cornice leggermente in rilievo rispetto al piano di facciata e superiormente delimitata da una cimasa lineare in aggetto adornata nella parte sottostante da decorazioni a festoncini. La parte sommitale dell'edificio inizia con un lineare cornicione di gronda che si innalza in corrispondenza dell'ingresso principale in modo da formare un timpano curvo contenente all'interno lo stemma nobiliare dei proprietari originari e si conclude con il parapetto che protegge il tetto in tegole.